# Intrusion (Geologie)

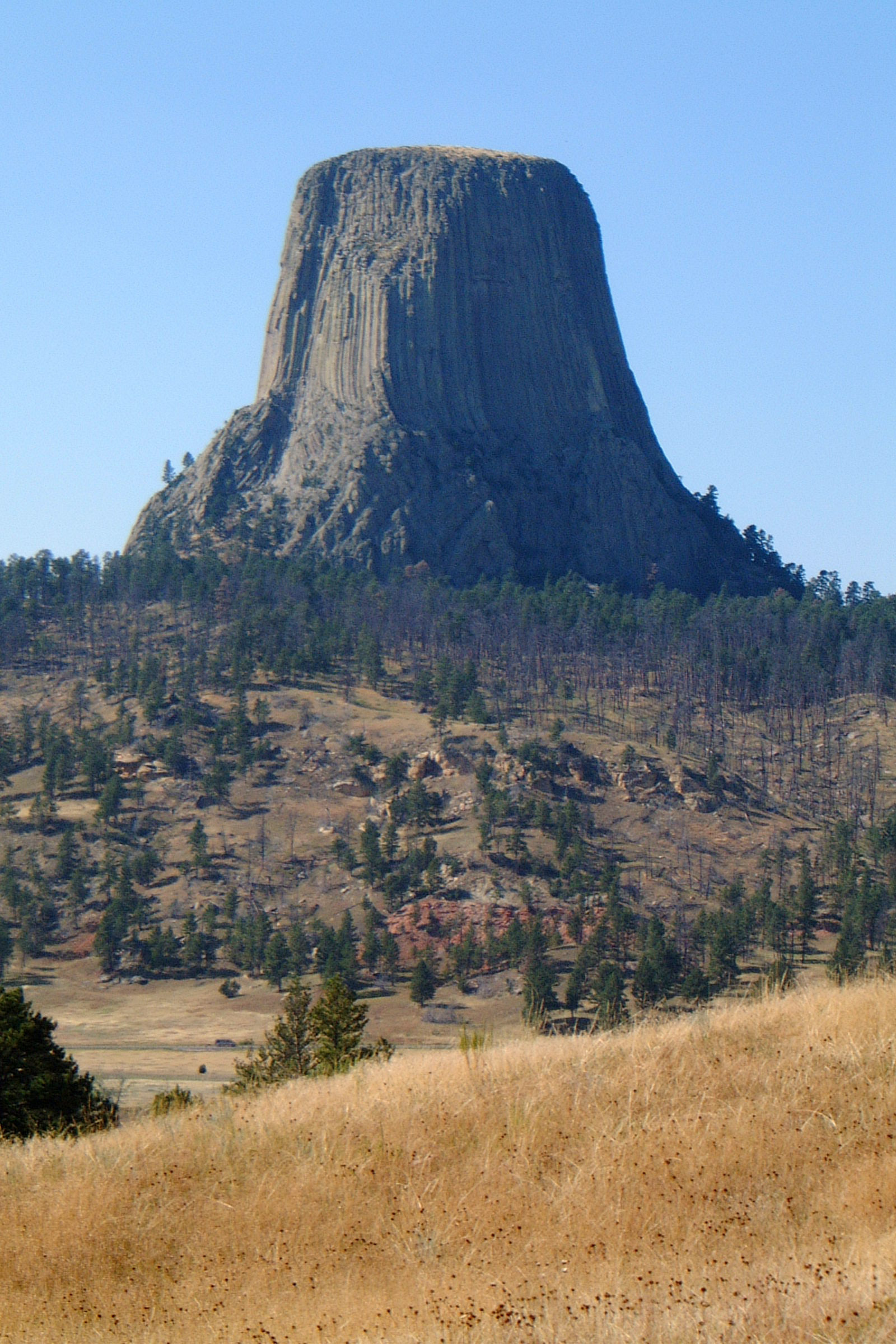
Devils Tower, eine magmatische Intrusion, freigelegt durch Erosion des umliegenden, weicheren Gesteins.

Grundformen magmatischer Intrusionen (für Details siehe Bildbeschreibung auf Commons)

Intrusion bezeichnet in der Geologie generell das Eindringen von fließfähigem Material in bereits existierende Gesteinskörper (z. B. auch von Salzstöcken oder weichen Tonen in die überlagernden Schichten).
In der Regel bezieht sich der Begriff jedoch auf das Eindringen von schmelzflüssigem Magma und auch, in etwas unscharfer Weise, auf die in solcher Weise gebildeten Gesteinskörper. Die magmatischen Gesteine, die bei der Erstarrung von Magmen innerhalb der Erdkruste auskristallisieren, werden deshalb auch als Intrusiva oder Intrusivgesteine bezeichnet. Hierbei werden, je nach Tiefe im Bezug zur Landoberfläche zum Zeitpunkt der Intrusion, Tiefengesteine (Plutonite, siehe auch Pluton), die in relativ großer Tiefe erstarrten, von Ganggesteinen (Subvulkaniten; siehe auch Kryptovulkanismus), die in relativ geringer Tiefe erstarrten, unterschieden. Bei den subvulkanischen Intrusionen werden je nach ihrer Form und Raumlage verschiedene Typen unterschieden (Schlot, Sill, Dyke, Lakkolith, Lopolith).